# Mount Lopez
Mount Lopez är ett berg i Antarktis. Det ligger i Västantarktis. Inget land gör anspråk på området. Toppen på Mount Lopez är 574 meter över havet.
Terrängen runt Mount Lopez är kuperad åt nordväst, men åt sydost är den platt. Trakten är obefolkad. Det finns inga samhällen i närheten.